# Rheumaptera prunivorata
Rheumaptera prunivorata là một loài bướm đêm thuộc họ Geometridae. Nó được tìm thấy ở New Brunswick, Quebec và Ontario in Canada, through phần phía đông của Hoa Kỳ, down to Georgia.

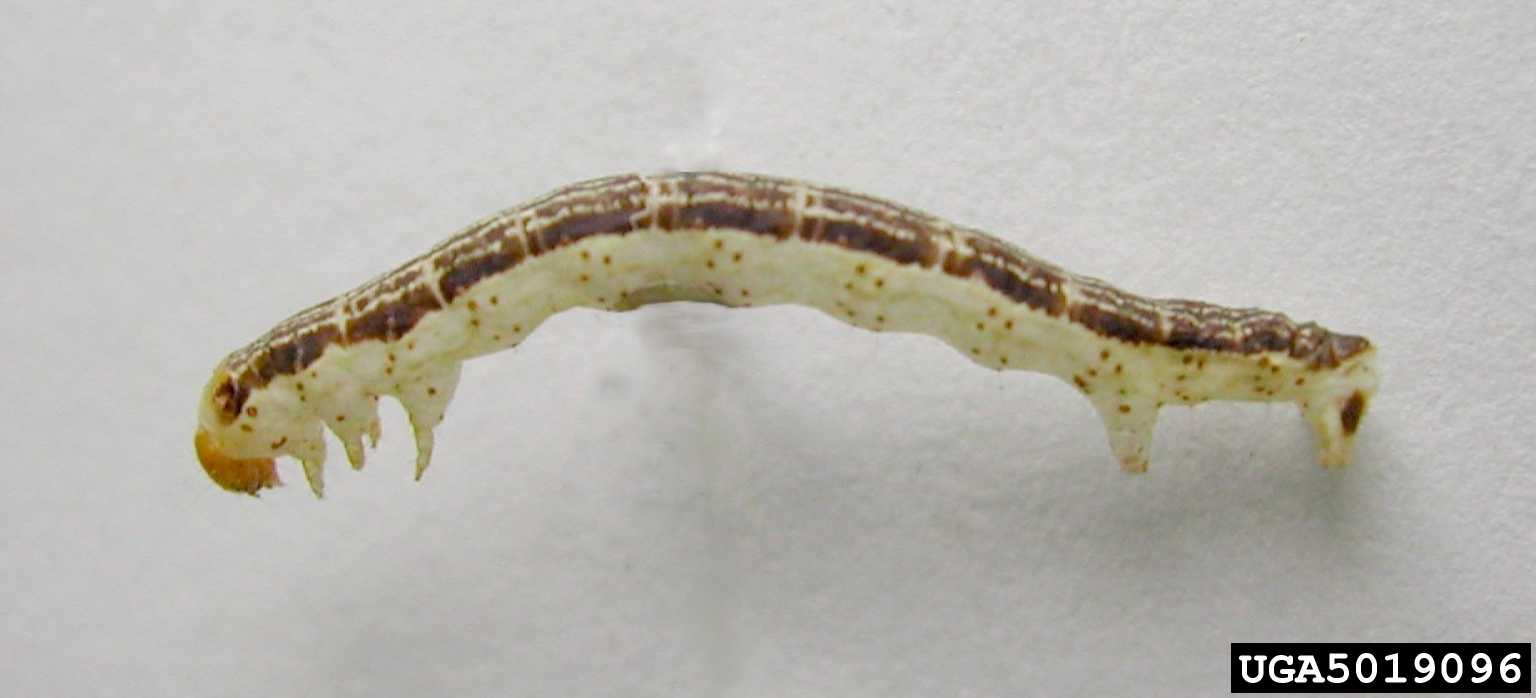
Sâu bướm

Sải cánh dài khoảng 35 mm. Con trưởng thành bay từ tháng 5 đến tháng 9 tùy theo địa điểm.
Ấu trùng ăn Prunus virginiana.